# Cairns
Cairns (/ˈkɛərnz/ ⓘ; Bản mẫu:Lang-yii) là một thành phố trong viễn bắc bang Queensland, Úc. Thành phố có dân số 152.729 người (năm 2018).
Cairns được thành lập năm 1876. Thành phố được đặt tên theo William Wellington Cairns, lúc đó là Thống đốc của tiểu bang Queensland. Nó được thành lập để phục vụ thợ mỏ đổ xô đến mỏ vàng sông Hodgkinson, nhưng trải qua một sự suy giảm khi một con đường dễ dàng hơn đã được phát hiện từ Port Douglas. Sau đó phát triển thành một đầu mối đường ray và cảng lớn đối với mía đường xuất khẩu, vàng và các kim loại, khoáng chất và các sản phẩm nông nghiệp xung quanh khu vực ven biển và khu vực Atherton vùng cao nguyên. 
Cairns có cự ly khoảng 1.700 km (1.056 dặm) từ Brisbane, và khoảng 2.420 km (1.504 dặm) từ Sydney bằng đường bộ. Nó là một điểm đến du lịch phổ biến cho khách du lịch nước ngoài bởi vì khí hậu nhiệt đới. Nó phục vụ như là một điểm khởi đầu cho những người muốn đến thăm Great Barrier Reef và Far North Queensland.

## Khí hậu
| Dữ liệu khí hậu của Cairns Sân bay Cairns | Dữ liệu khí hậu của Cairns Sân bay Cairns | Dữ liệu khí hậu của Cairns Sân bay Cairns | Dữ liệu khí hậu của Cairns Sân bay Cairns | Dữ liệu khí hậu của Cairns Sân bay Cairns | Dữ liệu khí hậu của Cairns Sân bay Cairns | Dữ liệu khí hậu của Cairns Sân bay Cairns | Dữ liệu khí hậu của Cairns Sân bay Cairns | Dữ liệu khí hậu của Cairns Sân bay Cairns | Dữ liệu khí hậu của Cairns Sân bay Cairns | Dữ liệu khí hậu của Cairns Sân bay Cairns | Dữ liệu khí hậu của Cairns Sân bay Cairns | Dữ liệu khí hậu của Cairns Sân bay Cairns | Dữ liệu khí hậu của Cairns Sân bay Cairns |
| Tháng                                     | 1                                         | 2                                         | 3                                         | 4                                         | 5                                         | 6                                         | 7                                         | 8                                         | 9                                         | 10                                        | 11                                        | 12                                        | Năm                                       |
| ----------------------------------------- | ----------------------------------------- | ----------------------------------------- | ----------------------------------------- | ----------------------------------------- | ----------------------------------------- | ----------------------------------------- | ----------------------------------------- | ----------------------------------------- | ----------------------------------------- | ----------------------------------------- | ----------------------------------------- | ----------------------------------------- | ----------------------------------------- |
| Cao kỉ lục °C (°F)                        | 40.4 (104.7)                              | 38.9 (102.0)                              | 37.7 (99.9)                               | 36.8 (98.2)                               | 31.3 (88.3)                               | 30.8 (87.4)                               | 30.1 (86.2)                               | 31.4 (88.5)                               | 33.9 (93.0)                               | 36.0 (96.8)                               | 37.2 (99.0)                               | 40.5 (104.9)                              | 40.5 (104.9)                              |
| Trung bình ngày tối đa °C (°F)            | 31.5 (88.7)                               | 31.2 (88.2)                               | 30.6 (87.1)                               | 29.2 (84.6)                               | 27.6 (81.7)                               | 26.0 (78.8)                               | 25.7 (78.3)                               | 26.6 (79.9)                               | 28.1 (82.6)                               | 29.6 (85.3)                               | 30.7 (87.3)                               | 31.4 (88.5)                               | 29.0 (84.2)                               |
| Tối thiểu trung bình ngày °C (°F)         | 23.7 (74.7)                               | 23.8 (74.8)                               | 23.1 (73.6)                               | 21.6 (70.9)                               | 19.9 (67.8)                               | 17.9 (64.2)                               | 17.1 (62.8)                               | 17.4 (63.3)                               | 18.7 (65.7)                               | 20.6 (69.1)                               | 22.3 (72.1)                               | 23.4 (74.1)                               | 20.8 (69.4)                               |
| Thấp kỉ lục °C (°F)                       | 18.2 (64.8)                               | 17.9 (64.2)                               | 17.7 (63.9)                               | 13.0 (55.4)                               | 10.1 (50.2)                               | 6.2 (43.2)                                | 7.3 (45.1)                                | 7.8 (46.0)                                | 11.1 (52.0)                               | 12.4 (54.3)                               | 14.6 (58.3)                               | 17.1 (62.8)                               | 6.2 (43.2)                                |
| Lượng mưa trung bình mm (inches)          | 391.8 (15.43)                             | 451.7 (17.78)                             | 424.2 (16.70)                             | 197.4 (7.77)                              | 91.4 (3.60)                               | 45.6 (1.80)                               | 29.2 (1.15)                               | 26.7 (1.05)                               | 33.4 (1.31)                               | 46.0 (1.81)                               | 93.7 (3.69)                               | 175.9 (6.93)                              | 2.009,6 (79.12)                           |
| Số ngày mưa trung bình                    | 18.4                                      | 19.0                                      | 19.3                                      | 17.7                                      | 13.8                                      | 9.6                                       | 8.9                                       | 7.9                                       | 7.5                                       | 8.3                                       | 10.5                                      | 13.8                                      | 154.7                                     |
| Số giờ nắng trung bình tháng              | 210.8                                     | 172.3                                     | 198.4                                     | 201.0                                     | 207.7                                     | 219.0                                     | 229.4                                     | 248.0                                     | 261.0                                     | 272.8                                     | 255.0                                     | 241.8                                     | 2.717,2                                   |
| Số giờ nắng trung bình ngày               | 6.8                                       | 6.1                                       | 6.4                                       | 6.7                                       | 6.7                                       | 7.3                                       | 7.4                                       | 8.0                                       | 8.7                                       | 8.8                                       | 8.5                                       | 7.8                                       | 7.4                                       |
| Nguồn: Bureau of Meteorology              |                                           |                                           |                                           |                                           |                                           |                                           |                                           |                                           |                                           |                                           |                                           |                                           |                                           |